# Адріанна Луна
Адріана Луна (англ. Adrianna Luna; нар. 12 травня 1984 (40 років), Лос-Анджелес, Каліфорнія, США) — філіппіно-мексиканська модель і колишня порноакторка.

## Біографія
Народилася 12 травня 1984 в Лос-Анджелесі, Каліфорнія, США. Має філіппінські і мексиканські корені. Протягом приблизно трьох років працювала виконавчою помічницею фінансової компанії. Знає іспанську.
Навчалася в Sonoma State University, а потім перейшла в Університет штату Каліфорнія, де закінчила факультет за спеціальністю PR, а також здобула ступінь бакалавра мистецтв в галузі журналістики.
В порноіндустрію потрапила в березні 2011 року, але спочатку не знімалася, а займалася костюмами, гримом та іншою подібною діяльністю. У першій сцені знялася в 2012 з Денні Маунтіном у порнофільмі Them's Some Sexy Titties для порностудії New Sensations.
У листопаді 2012 року стала «Кішечкою місяця» порножурналу Penthouse.
Залишила порноіндустрію в 2017 році, знявшись у 244 порнофільмах.

## Вибрана фільмографія
- 2011: Spin the Bottle
- 2012: Women Seeking Women 89
- 2013: Lesbians Love Strap-Ons 2
- 2014: Lingerie 3
- 2015: We Live Together.com 36
- 2016: Love Love
- 2017: POV with the Hottest Wife Materials
- 2018: Pretty Pussy Party (compilation)

## Премії та номінації
| Рік  | Премія         | Категорія                                   | Фільм                                                         | Результат |
| ---- | -------------- | ------------------------------------------- | ------------------------------------------------------------- | --------- |
| 2012 | NightMoves     | Найкраща нова старлетка — Вибір фанатів     | Н/Д                                                           | Перемога  |
| 2013 | AVN            | Best All-Girl Group Sex Scene               | Mind Fuck (разом зі Скін Даймонд та Селестою Стар)            | Номінація |
| 2013 | AVN            | Найкраща нова старлетка                     | Н/Д                                                           | Номінація |
| 2013 | Danni.com      | Danni Girl of the Year                      | Н/Д                                                           | Перемога  |
| 2013 | AVN Sex Awards | Порнозірка року                             |                                                               | Номінація |
| 2013 | AVN Sex Awards | Найгарячіша сексуальна сцена                | Mind Fuck (Harmony film) зі Скін Даймонд та Селестою Стар     | Номінація |
| 2013 | AVN Sex Awards | Porn's Perfect On-Screen Couple (Girl/Boy)  | з Дереком Пирсонм                                             | Номінація |
| 2013 | AVN Sex Awards | Porn's Perfect On-Screen Couple (Girl/Girl) | з Фенікс Марі за сцену в Lesbian Doms & Subs Vol. 1           | Номінація |
| 2013 | AVN Sex Awards | Adult Movie of the Year                     | Tuff Love lead role                                           | Номінація |
| 2013 | AVN Sex Awards | Adult Movie of the Year                     | Mind Fuck (Harmony film), cast                                | Номінація |
| 2013 | XBIZ           | Найкраща нова старлетка                     | Н/Д                                                           | Номінація |
| 2013 | XRCO           | Нова старлетка                              | Н/Д                                                           | Номінація |
| 2014 | AVN            | Найкраща акторка                            | The Lone Ranger XXX: An Extreme Comixxx Parody                | Номінація |
| 2014 | AVN            | Найкраща сцена тріолізму — Ч/Ч/Ж            | Bikini Clad Cum Sluts 2 (з Джоном Стронгом та Принцом Яшубою) | Номінація |
| 2014 | XBIZ           | Best Actress—Couples-Themed Release         | Tuff Love                                                     | Номінація |
| 2014 | XBIZ           | Найкраща акторка — Пародія                  | The Lone Ranger XXX: An Extreme Comixxx Parody                | Номінація |
| 2014 | XBIZ           | Best Scene — Feature Movie                  | Underworld (разом з Кемерон Ді та Томмі Ганом)                | Номінація |